# Wangan Midnight (manga)
Pour les articles homonymes, voir Wangan Midnight.
Wangan Midnight (湾岸ミッドナイト, Wangan Middonaito) est un manga créé par Michiharu Kusunoki, et pré-publié à l'origine en 1990 dans Big Comic Spirits de Shogakukan puis depuis 1991 dans Young Magazine. Il a plus tard été adapté en série animée, films, et jeu vidéo.
Ce manga nous plonge dans l'histoire des courses de rue illégales qui se déroulent sur la Wangan, une célèbre autoroute du Japon, (et est dans le même état d'esprit qu’Initial D.)
Le manga a remporté en 1999 le prix du manga Kōdansha, catégorie « général ».

## Trame

### Univers
L'histoire met en scène des courses de rue illégales qui se déroule essentiellement sur la Wangan, une des principales autoroutes qui entourent Tokyo, la capitale du Japon. Les défis ne sont pas automatiques, et pour les lancer, il suffit de faire des appels de phares à la voiture qui vous précède. Une fois la course lancée, l'objectif n'est pas de parcourir une distance fixe, ou un nombre de tours, mais de suffisamment distancer son adversaire. C'est le pilote en tête qui décide du chemin à parcourir, en effet il suffirait que les deux coureurs se séparent en prenant deux bretelles d'autoroutes différentes et la course serait interrompue. Ces courses illégales ne se font que la nuit, étant donné que la police n'est généralement pas présente à ce moment-là et que la circulation y est beaucoup plus fluide. Cela n'empêche malheureusement pas les accidents d'arriver. Comme dans la plupart des courses de rue illégales, le danger est toujours très présent.

### Histoire
Wangan Midnight raconte l'histoire d'Akio Asakura, un jeune homme de 18 ans qui s'apprête à finir sa dernière année d'étude au lycée. Comme on le découvre très vite, il est passionné par les voitures, et plus particulièrement par les séries Z de Nissan.
Dans l'adaptation TV du manga, on retrouve Akio au volant d'une Nissan 300ZX Z31 accompagné par ses amis. C'est alors qu'ils rencontrent « Black Bird », une Porsche 911 noire dont la réputation semble ne plus être à faire. Akio s'engage dans un défi qui s'avèrera malheureusement perdu d'avance.
Un flashback nous montre la source de l'attraction d'Akio pour les Nissan Z. Quelques années plus tôt, il avait aperçu une Nissan 240Z (plus couramment appelé Fairlady Z au Japon) à l'intérieur de laquelle se trouvait une jeune fille. Qui de la voiture ou de la jeune fille a le plus attiré l'attention d'Akio ?
De retour dans le présent, Akio est averti par l'un de ses amis qu'une Nissan Z vient d'arriver dans la casse de leur ville. À peine a-t-il posé les yeux sur cette voiture qu'il éprouve un choc au fond de lui, comme si la voiture l'appelait. C'est elle, la Devil Z qu'il a toujours cherché, et malgré les avertissements du propriétaire de la casse sur la nature "maudite" de cette voiture, il décide de la prendre.
Par la suite, nous apprendrons que l'ancien propriétaire de la voiture, qui portait le même nom qu'Akio, est mort durant une course contre « Black Bird » et que depuis ce jour, la voiture n'a accepté aucun autre propriétaire, chaque nouvelle tentative se soldant par des accidents. Akio va pourtant persister, et ce faisant, rencontrer de nombreux pilotes qui comme lui, parcourent les autoroutes extérieures de Tokyo qu'ils surnomment eux-mêmes Wangan.

### Personnages

#### Pilotes
- Akio Asakura

Voiture : Nissan Fairlady Z (S30Z) « Devil Z »
Le personnage principal de la série. Après une défaite contre Blackbird sur le Wangan au volant de sa Nissan 300ZX ou Z31, il trouve une Nissan S30Z qui s'avèrera être la fameuse Devil Z. C'est à ce moment-là que sa vie de street racer commence.
Note: le frère d'Eriko qui est aussi l'ancien propriétaire de la Devil Z porte le même nom.
- Tatsuya Shima

Voiture : Porsche (en réalité c'est une Ruf CTR "YellowBird" rebaptisée "BlackBird" pour sa couleur)
C'est le chirurgien de renom qui courait contre le premier propriétaire de la Devil Z au moment où cette dernière a eu un accident. Il s'occupe de prendre soin d'Eriko en mémoire de son frère.
- Reina Akikawa

Voiture : Nissan Skyline R32 GT-R
Mannequin et présentatrice télé d'une émission automobile, elle est une habituée du Wangan. Elle se fera dépassé par la Devil Z sans comprendre pourquoi étant donné l'âge de la Z. Plus tard elle fera la connaissance d'Akio puis de Blackbird. Elle suivra ensuite constamment leurs courses et leur évolution respective. Elle semble éprouver des sentiments pour Akio.
- Ichida

Voiture  : Ferrari Testarossa
C'est un photographe de mode. Il est atteint du cancer et souhaite profiter de la vie, c'est pour cela qu'il court sur le Wangan. Il fera modifier sa voiture par Kitami dans le but de vaincre la Devil Z mais en perdra le contrôle. Par la suite il se fera opérer d'une tumeur et cessera de poursuivre la Z.
- Koichi Hiramoto

Voiture : Nissan Skyline R32 GT-R
Il travaille au garage Green Auto en tant que mécanicien. Il avait abandonné les courses à la suite de la fausse couche de sa femme. Il s'y remettra après avoir essayé la Nissan Z31 d'un ami. Il dépensera toutes ses économies dans sa voiture et sa femme le quittera. Il était sur le point de battre la Devil Z et Blackbird mais abandonna au dernier moment en pensant à son enfant. Il retrouva ensuite sa femme à la campagne.
- Kei Aizawa

Voiture : Toyota Supra
Son père est un ancien pilote, ami de Kitami, Yamamoto et Katagi. Il est mort il y a quinze ans. Son fils souhaite battre la Devil Z car son père en parlait sans cesse avec fascination. Conscient des limites de ses modifications, il la fera tuner par les amis de son père. Mais la voiture ne pourra supporter qu'une seule course et finalement sera endommagée. Elle sera remise à neuf et offerte à Kei par les anciens amis de son père.
- Kuroki

Voiture : Nissan Skyline R33 GT-R
Il tient son propre garage de tuning "Flat Racing". Il fait partie d'un groupe appelé le Club R200 mais le quittera ensuite lorsque ces derniers ont tenté de battre Reina, Akio et Tatsuya afin de prouver que les vieux tuners étaient dépassés. Il modifiera sa R33 afin de battre la Devil Z et Blackbird mais sa voiture ne supportera pas la course et finira sur une panne moteur.
- Eiji

Voiture : Mitsubishi Lancer Evolution V
Originaire de Osaka, il gère une entreprise de transport afin de subvenir aux besoins de sa mère et de son demi-frère. Il fera la connaissance de Blackbird qui était venu à Osaka pour installer un silencieux. Il entendra parler de la Devil Z et viendra à Tokyo afin de l'affronter. Il fera modifier sa voiture par Rikako, la fille de Kazuo Otha.
- Kijima

Voiture : Mazda RX-7 FC3S
Il présente un magazine automobile avec Reina. C'est un ancien pilote professionnel. Avec l'aide de Akio il retrouvera sa FC3S et la remettra à niveau afin de courir contre la Devil Z et Blackbird pour connaître le plus rapide du Wangan.

#### Tuners
- Kitami Jun

Surnommé le "Préparateur de l'enfer", c'est le créateur de la Devil Z. Il dirige maintenant un atelier de réparation pour deux-roues mais se remettra dans la course après avoir assisté à la résurrection de sa Devil Z. Il s'occupera ensuite d'améliorer la Z, Blackbird et les voitures de certains de leurs adversaires.
- Takagi

Surnommé le "Roi de l'acier et de l'aluminium", c'est un spécialiste de la carrosserie. C'est grâce à son travail que la Devil Z a pu atteindre les 300km/h. Il participera à sa résurrection puis modifiera Blackbird pour qu'elle supporte sa puissance.
- Yamamoto

Il est propriétaire du garage Yamamoto Motors. C'est un ancien tuner mais il a abandonné le métier. Depuis il n'a préparé que la R32 de Reina, la désignant comme spéciale.
- Kou Taminaga

Surnommé le "Démon du CPU", c'est un tuner qui excelle dans les réglages via des puces CPU. Il s'occupera de la Devil Z et de Blackbird.
- Kazuo Otha

Propriétaire de RGO, un garage spécialisé dans le tuning, c'est un ami de Kitami, Yamamoto, Takagi et Tominaga.
- Rikako Otha

C'est la fille de Kazuo. Elle débute dans le métier. Elle est douée pour remonter les moteurs. Elle s'occupera de celui de la Lan Evo d'Eiji puis, à la demande de Akio, elle révisera celui de la Devil Z.

#### Autres
- Eriko Asakura

La sœur de l'ancien propriétaire de la Devil Z. Bien que l'accident et la mort de son frère soient toujours dans son esprit, elle semble toujours éprouver un certain attrait pour la Z. Elle la volera d'ailleurs avant d'être arrêtée par Akio et Tatsuya.
- Mika

Journaliste pour un magazine automobile, elle suivra la course de Kuroki aux côtés de Reina. Elle est amoureuse de Kuroki mais ce dernier l'a rejeté car déjà pris par les voitures. Ils finiront toutefois par se remettre ensemble.

## Anime

### Bande originale
- Opening theme : "Lights and Any More" by TRF
- Ending theme : "Talkin' bout good days" by Mother Ninja

## Jeux vidéo
Les jeux d'arcade Wangan Midnight sont développés par Namco, les jeux console par Genki.
- 2001 : Wangan Midnight (Arcade: System 246)
- 2001 : Wangan Midnight R (Arcade: System 246)
- 2002 : Wangan Midnight (PlayStation 2)
- 2004 : Wangan Midnight : Maximum Tune (Arcade: Chihiro)
- 2005 : Wangan Midnight : Maximum Tune 2 (Arcade: Chihiro)
- 2007 : Wangan Midnight (PlayStation 3)
- 2007 : Wangan Midnight Maximum Tune 3 (Arcade: System N2)
- 2007 : Wangan Midnight (PlayStation Portable)
- 2008 : Wangan Midnight Maximum Tune 3DX (Arcade: System N2)
- 2010 : Wangan Midnight Maximum Tune 3DX Plus (Arcade: System N2)
- 2011 : Wangan Midnight Maximum Tune 4 (Arcade)

## Film
- Wangan Midnight : The Movie, Tokyo Burnout (2009)